# كاثرين دفريوإكس بليك
كاثرين دفريوإكس بليك (بالإنجليزية: Katherine Devereux Blake)‏ هي سفرجات أمريكية، ولدت في 1858، وتوفيت في 1950.